# Axylia coniorta
Axylia coniorta là một loài bướm đêm trong họ Noctuidae.